# Narciso Contreras
Narciso Contreras est un photojournaliste et photographe de guerre indépendant mexicain, né à Mexico le 1er juillet 1975.
Prix Pulitzer de la photographie d'actualité en 2013, il a été récompensé par le Prix Carmignac du photojournalisme en 2017 et par le Prix Lucas Dolega en 2018.

## Biographie
Narciso Contreras naît en juillet 1975 à Mexico. Son père est professeur de philosophie. 
Il étudie la philosophie à l'Université nationale autonome du Mexique (UNAM –Universidad Nacional Autónoma de Mexico). Il s’intéresse au cinéma documentaire et veut l’étudier  mais il a été recalé dans les deux écoles les plus prestigieuses du Mexique après avoir échoué aux épreuves de photographie. Il étudie alors la photographie à l'École active de photographie (EAF - Escuela Activa de Fotografia) et l'anthropologie visuelle à l'École nationale d'anthropologie et d'histoire (ENAH –Escuela Nacional de Antropologia e Historia) à Mexico. Après avoir obtenu son diplôme de photographie, il commencé à faire des photos bénévolement pour des journaux locaux et à publier ses premiers reportages.
Alors qu'il étudie l'hindouisme à l'université, il est entré en contact avec des moines de Gaudiya Vaishnava. Il part vivre dans un monastère à Vrindavan, en Inde pour continuer ses études. Il a photographié les communautés religieuses dans le nord et l'influence du maoïsme sur la société religieuse du Népal.
En 2010 il se rend en Thaïlande à la frontière avec le Myanmar, et commence à documenter la guerre ethnique le long des zones tribales des États Karens et Kachin du pays. C’est le début de sa carrière de photographe professionnel. Il rejoint l'agence Zuma Press, puis Polaris Images à New York.
En juillet 2012, il fait sa première incursion au Moyen-Orient, et couvre la guerre civile syrienne. Il commence à collaborer en tant que membre de l'agence Associated Press, mais en 2014, une controverse sur une photographie retouchée mettra fin à ce partenariat.
En 2013, il  couvre le coup d'État militaire en Égypte pour le New York Times, les événements à Istanbul, la guerre à Gaza en 2014 et le conflit tribal en Libye la même année où il effectue trois séjours, passant au total soixante-treize jours sur place.
Il photographie en juillet 2015 les événements peu médiatiques de la guerre civile au Yémen, contribuant à la documentation de la catastrophe humanitaire dans ce pays, où il est l'un des rares journalistes étrangers à être sur place dès le début de du conflit.
Photographe indépendant, Narciso Contreras collabore avec de nombreux titres de presse dans le monde, comme TIME magazine, The Guardian, The New York Times, Paris Match. Il travaille aussi pour Médecin sans Frontières.

## Exposition
Liste non exhaustive
- 2016 : « Libye : Plaque tournante du trafic humain », Hôtel de l'Industrie, Paris

## Publication
Liste non exhaustive
- Libya: A Human Marketplace, Paris, Skira, 2016, 104 p. (ISBN 9782370740434)

## Prix et distinctions
- 2013 : Prix Pulitzer de la photographie d'actualité, avec Rodrigo Abd, Manu Brabo, Khalil Hamra and Muhammed Muheisen d’Associated Press, « Pour leur couverture convaincante de la guerre civile en Syrie, produisant des images mémorables malgré un danger extrême »[2],[6]
- 2013 : Pictures of the Year International[2]
- 2017 : Prix Carmignac du photojournalisme pour son reportage « Libye : Plaque tournante du trafic humain »[2],[5]
- 2018 : Prix Lucas-Dolega pour son reportage « Libye : Plaque tournante du trafic humain »[7].